# Liste der Baudenkmäler in Tirol (Südtirol)
Die Liste der Baudenkmäler in Tirol (italienisch Tirolo) enthält die 31 als Baudenkmäler ausgewiesenen Objekte auf dem Gebiet der Gemeinde Tirol in Südtirol.
Basis ist das im Internet einsehbare offizielle Verzeichnis der Baudenkmäler in Südtirol. Dabei kann es sich beispielsweise um Sakralbauten, Wohnhäuser, Bauernhöfe und Adelsansitze handeln. Die Reihenfolge in dieser Liste orientiert sich an der Bezeichnung, alternativ ist sie auch nach der Adresse oder dem Datum der Unterschutzstellung sortierbar.

## Liste
| Foto |                 | Bezeichnung                                                | Standort                                     | Eintragung                   | Beschreibung                                                                          | Metadaten                                                                              |
| ---- | --------------- | ---------------------------------------------------------- | -------------------------------------------- | ---------------------------- | ------------------------------------------------------------------------------------- | -------------------------------------------------------------------------------------- |
| ja   | Datei hochladen | Auer ID: 17565                                             | Seminarstraße 38 46° 41′ 58″ N, 11° 9′ 40″ O | 9. Mai 1950 (MD)             | Burg/Schloss                                                                          | KG: Tirol Bauparzelle: 104/1                                                           |
| ja   | Datei hochladen | Aussermelaun ID: 17567                                     | 46° 41′ 30″ N, 11° 10′ 17″ O                 | 10. März 1978 (BLR-LAB 1572) | Ländliches Wohnhaus/Bauernhof                                                         | KG: Tirol Bauparzelle: 123                                                             |
| ja   | Datei hochladen | Beatenhof ID: 17561                                        | 46° 41′ 25″ N, 11° 9′ 29″ O                  | 28. Mai 1985 (BLR-LAB 2378)  | Ländliches Wohnhaus/Bauernhof                                                         | KG: Tirol Bauparzelle: 36, 758, 874                                                    |
| ja   | Datei hochladen | Bischöfliches Seminar Johanneum ID: 17585                  | 46° 41′ 36″ N, 11° 9′ 39″ O                  | 10. März 1978 (BLR-LAB 1572) | Priesterseminar                                                                       | KG: Tirol Bauparzelle: 295/1                                                           |
| ja   | Datei hochladen | Brunnenburg ID: 17582                                      | 46° 41′ 31″ N, 11° 8′ 52″ O                  | 28. Mai 1985 (BLR-LAB 2378)  | Burg/Schloss                                                                          | KG: Tirol Bauparzelle: 278                                                             |
| ja   | Datei hochladen | Dorfmühle (Waldengut) ID: 17563                            | 46° 41′ 33″ N, 11° 9′ 16″ O                  | 10. März 1978 (BLR-LAB 1572) | Mühle                                                                                 | KG: Tirol Bauparzelle: 64                                                              |
| ja   | Datei hochladen | Dreikönigskapelle beim Königbauer ID: 17572                | 46° 40′ 31″ N, 11° 10′ 15″ O                 | 2. Mai 1988 (BLR-LAB 2457)   | Kapelle                                                                               | KG: Tirol Bauparzelle: 141                                                             |
| ja   | Datei hochladen | Erlacher ID: 17571                                         | 46° 40′ 31″ N, 11° 10′ 12″ O                 | 2. Mai 1988 (BLR-LAB 2457)   | Ländliches Wohnhaus/Bauernhof                                                         | KG: Tirol Bauparzelle: 140/1                                                           |
| ja   | Datei hochladen | Gratschberg ID: 17575                                      | Gnaidweg 18 46° 41′ 25″ N, 11° 8′ 39″ O      | 3. März 1951 (MD)            | Villa/Sommerfrischhaus                                                                | KG: Tirol Bauparzelle: 158                                                             |
| ja   | Datei hochladen | Gutshof Zenoburg ID: 18089                                 | 46° 40′ 27″ N, 11° 10′ 17″ O                 | 9. Mai 1950 (MD)             | Ländliches Wohnhaus/Bauernhof                                                         | KG: Tirol Bauparzelle: 143/1, 143/2                                                    |
| ja   | Datei hochladen | Innermelaun ID: 17566                                      | 46° 41′ 30″ N, 11° 10′ 17″ O                 | 10. März 1978 (BLR-LAB 1572) | Ländliches Wohnhaus/Bauernhof                                                         | KG: Tirol Bauparzelle: 122/1                                                           |
| ja   | Datei hochladen | Johannes-Nepomuk-Kapelle (Lahnkapelle) ID: 17584           | 46° 41′ 47″ N, 11° 9′ 17″ O                  | 2. Mai 1988 (BLR-LAB 2457)   | Kapelle                                                                               | KG: Tirol Grundparzelle: 290                                                           |
| ja   | Datei hochladen | Köhl ID: 17560                                             | 46° 41′ 20″ N, 11° 9′ 22″ O                  | 28. Mai 1985 (BLR-LAB 2378)  | Ländliches Wohnhaus/Bauernhof                                                         | KG: Tirol Bauparzelle: 847                                                             |
| ja   | Datei hochladen | Mair am Aich ID: 17568                                     | 46° 41′ 25″ N, 11° 10′ 4″ O                  | 10. März 1978 (BLR-LAB 1572) | Wohnhaus                                                                              | KG: Tirol Bauparzelle: 127/1                                                           |
| ja   | Datei hochladen | Maria Heimsuchung in Finele ID: 17581                      | 46° 41′ 44″ N, 11° 10′ 7″ O                  | 10. März 1978 (BLR-LAB 1572) | Kapelle                                                                               | KG: Tirol Bauparzelle: 250                                                             |
| ja   | Datei hochladen | Pfarrkirche St. Johannes der Täufer mit Friedhof ID: 17557 | 46° 41′ 25″ N, 11° 9′ 13″ O                  | 10. März 1978 (BLR-LAB 1572) | Kirche                                                                                | KG: Tirol Bauparzelle: 1                                                               |
| ja   | Datei hochladen | Pfarrwidum ID: 17558                                       | 46° 41′ 25″ N, 11° 9′ 12″ O                  | 10. März 1978 (BLR-LAB 1572) | Widum; das dazugehörige Wirtschaftsgebäude liegt auf 46° 41′ 24,5″ N, 11° 9′ 11,4″ O. | KG: Tirol Bauparzelle: 2/2                                                             |
| ja   | Datei hochladen | Sandgruber ID: 17574                                       | 46° 41′ 36″ N, 11° 8′ 57″ O                  | 2. Mai 1988 (BLR-LAB 2457)   | Ländliches Wohnhaus/Bauernhof                                                         | KG: Tirol Bauparzelle: 153                                                             |
| ja   | Datei hochladen | Schloss Tirol ID: 17576                                    | 46° 41′ 40″ N, 11° 8′ 42″ O                  | 10. März 1978 (BLR-LAB 1572) | Burg, Sitz des Südtiroler Landesmuseums für Kultur- und Landesgeschichte              | KG: Tirol Bauparzelle: 161 Grundparzelle: 1259, 1260, 1261                             |
| ja   | Datei hochladen | Schrottwirt ID: 17559                                      | 46° 41′ 25″ N, 11° 9′ 16″ O                  | 10. März 1978 (BLR-LAB 1572) | Gasthaus                                                                              | KG: Tirol Bauparzelle: 27/1                                                            |
| ja   | Datei hochladen | Segenbühelkapelle ID: 17586                                | 46° 40′ 42″ N, 11° 9′ 54″ O                  | 2. Mai 1988 (BLR-LAB 2457)   | Kapelle                                                                               | KG: Tirol Grundparzelle: 998/1                                                         |
| ja   | Datei hochladen | St. Peter mit Friedhofskapelle in Gratsch ID: 17577        | 46° 41′ 38″ N, 11° 8′ 24″ O                  | 10. März 1978 (BLR-LAB 1572) | Kirche                                                                                | KG: Tirol Bauparzelle: 165/1, 165/2                                                    |
| ja   | Datei hochladen | St. Ruprecht ID: 17570                                     | 46° 41′ 18″ N, 11° 9′ 35″ O                  | 10. März 1978 (BLR-LAB 1572) | Kirche                                                                                | KG: Tirol Bauparzelle: 132                                                             |
| ja   | Datei hochladen | Staingütl ID: 17562                                        | 46° 41′ 30″ N, 11° 9′ 18″ O                  | 2. Mai 1988 (BLR-LAB 2457)   | Ländliches Wohnhaus/Bauernhof                                                         | KG: Tirol Bauparzelle: 57/1                                                            |
| ja   | Datei hochladen | Strobl ID: 17569                                           | 46° 41′ 19″ N, 11° 9′ 44″ O                  | 28. Aug. 1990 (BLR-LAB 5133) | Ländliches Wohnhaus/Bauernhof                                                         | KG: Tirol Bauparzelle: 131/1                                                           |
| ja   | Datei hochladen | Tritschermühle ID: 17564                                   | 46° 41′ 38″ N, 11° 9′ 15″ O                  | 10. März 1978 (BLR-LAB 1572) | Mühle                                                                                 | KG: Tirol Bauparzelle: 75                                                              |
| ja   | Datei hochladen | Turnstein ID: 17579                                        | St. Peter Nr. 8 46° 41′ 30″ N, 11° 8′ 4″ O   | 9. Mai 1950 (MD)             | Burg/Schloss                                                                          | KG: Tirol Bauparzelle: 171/1                                                           |
| ja   | Datei hochladen | Villa Maria ID: 17580                                      | 46° 41′ 29″ N, 11° 9′ 5″ O                   | 2. Mai 1988 (BLR-LAB 2457)   | Villa/Sommerfrischhaus                                                                | KG: Tirol Bauparzelle: 236/1                                                           |
| ja   | Datei hochladen | Walkner ID: 17578                                          | 46° 41′ 28″ N, 11° 8′ 14″ O                  | 28. Mai 1985 (BLR-LAB 2378)  | Ländliches Wohnhaus/Bauernhof                                                         | KG: Tirol Bauparzelle: 170/1                                                           |
| ja   | Datei hochladen | Wegkapelle beim Traubenheim (Lindebauer-Kapelle) ID: 17583 | 46° 40′ 50″ N, 11° 9′ 49″ O                  | 2. Mai 1988 (BLR-LAB 2457)   | Kapelle                                                                               | KG: Tirol Bauparzelle: 280                                                             |
| ja   | Datei hochladen | Zenoburg ID: 17573                                         | 46° 40′ 25″ N, 11° 10′ 19″ O                 | 10. März 1978 (BLR-LAB 1572) | Burg/Schloss                                                                          | KG: Tirol Bauparzelle: 144/1, 144/2, 144/3 Grundparzelle: 841, 842, 843, 844, 845, 846 |

Falls bei einem Baudenkmal keine Koordinaten bekannt sind, werden ersatzweise die Katasterdaten zum Zeitpunkt der Unterschutzstellung angegeben. Diese sind weder offiziell noch zwingend aktuell.
Die vom Landesdenkmalamt übernommenen Adressen können veraltet sein.
| Foto:   | Fotografie des Denkmals. Klicken des Fotos erzeugt eine vergrößerte Ansicht. Daneben finden sich zwei Symbole: |
| ID      | Identifikator beim Südtiroler Landesdenkmalamt                                                                 |
| KG      | Katastralgemeinde                                                                                              |
| MD      | Ministerialdekret                                                                                              |
| BLR-LAB | Beschluss der Landesregierung – Landesausschussbeschluss                                                       |